# L. A. M. F.
L. A. M. F. je jediné studiové album americké rockové skupiny The Heartbreakers. Vydáno bylo 3. října roku 1977 společností Track Records. L. A. M. F. je akronymem pro Like a Mother Fucker. Frontman skupiny Johnny Thunders původ názvu vysvětlil tak, že šlo o nápis, které používal newyorský gang ve svých graffiti výtvorech.

## Seznam skladeb
| Pořadí         | Název             | Délka |
| -------------- | ----------------- | ----- |
| 1.             | Born to Loose     | 3:01  |
| 2.             | Baby Talk         | 2:20  |
| 3.             | All by Myself     | 2:50  |
| 4.             | I Wanna Be Loved  | 2:31  |
| 5.             | It's Not Enough   | 4:01  |
| 6.             | Chinese Rocks     | 2:52  |
| 7.             | Get Off the Phone | 1:58  |
| 8.             | Pirate Love       | 3:54  |
| 9.             | One Track Mind    | 2:33  |
| 10.            | I Love You        | 2:21  |
| 11.            | Goin' Steady      | 2:42  |
| 12.            | Let Go            | 2:23  |
| Celková délka: | Celková délka:    | 34:02 |

## Obsazení
- Johnny Thunders – kytara, zpěv
- Walter Lure – kytara, zpěv
- Billy Rath – baskytara
- Jerry Nolan – bicí, zpěv